# شينسينلو
شينسينلو  (بالكورية 신선로) أو الوعاء الملكي الساخن  هو طبق مُتقن في المطبخ الملكي الكوري يتكون من كرات اللحم الصغيرة jeonyueo (전유어) والفطر والخضروات المطبوخة في مرق غني. ويعد الطبق شكلاً من أشكال جيونجول (يخنة كورية ساخنة). يتم تقديمه في وعاء كبير على له فتحة في الوسط، حيث يتم وضع الجمر الحار فيها للحفاظ على سخونة الطبق طوال فترة تناول الوجبة.

## أصل التسمية والتاريخ
شينسينلو هو الاسم الصحيح لوعاء الطهي الذي يتم تقديم هذا الطبق فيه، وأصبح اسم الوعاء هو اسم الطبق بحد ذاته أيضًا. Sinseollo هي كلمة مركبة من sinseon، وتعني «الروح الطاوية الخالدة» وro وتعني «المجمّرة». تقول الأسطورة أن جيونغ هي-ريانغ (정희량)، وهو باحث في بلاط ملك مملكة جوسون يونسان، أصبح ناسكاً في الجبال بعد نفيه، قام بصناعة وعاء طبخ متنقل يصلح لطهي الخضار المختلفة في إناء واحد.
يُطلق على شينسينلو أيضًا اسم «يولغوجوتانغ» والذي يعني حرفيًا «حساء تانغ الذي يجعل الفم سعيدًا».  

## التحضير والتقديم
على الرغم من أن أصل الطبق كان يعتمد على الخضراوات، إلا أنه تمت إضافة اللحوم والأسماك في السنوات الأخيرة.  يمكن استخدام ما يصل إلى 25 مكونًا في صنع الطبق، مثل اللحم البقري ولحم الخنزير والدجاج والدرّاج والسمك وأذن البحر وخيار البحر والخضروات المختلفة. لحم البقر المسلوق وشرائح مو توضع في الطبق مع اللحم البقري المتبل والمأكولات البحرية. يتم وضع الفطر والجزر والخضروات الأخرى بجانب كرات اللحم والجوز والصنوبر وجوز الجنكة والفلفل الأحمر المبشور الذي يُستخدم في الزينة لإنشاء توازن ألوان. يُسكب عليها الحساء ثم تُطهى عن طريق وضع الفحم في الفتحة في منتصف الوعاء.  

## روابط خارجية
- معلومات ووصفة شينسينلو   من مؤسسة كوريا
- أفضل جولة يوم الطهي في سيول من منظمة السياحة الكورية
- معلومات عامة عن المطبخ الكوري ووصفات من الموقع الرسمي لمدينة سيول
- (بالكورية) معلومات عن المطبخ الملكي الكوري و sinseollo
- (بالكورية) معلومات حول sinseollo[وصلة مكسورة] [وصلة مكسورة]
- (بالكورية) معلومات حول sinseollo